# Квартет для двох (фільм)
«Квартет для двох» — українська іронічна комедія 2007 року режисера Ахтема Сеїтаблаєва.

## Опис
Старіючий композитор Євген (Аристарх Ліванов), обласканий славою, розуміє, що зоряний час його пройшов. У своїх бідах він звинувачує насамперед дружину Олену. Щоб повернути примхливу музу, Євген приводить в будинок молоду коханку — студентку консерваторії (Олена Полякова). А дружині доводиться миритися з тим, що відтепер вона буде жити під одним дахом з коханцями. 
Через деякий час Олена робить хід у відповідь: до любовного трикутника приєднується молодий 28-річний красень Вадим (Дмитро Ісаєв), закоханий в неї. І тут починаються «щасливі» дні під одним дахом...

## У ролях
| Актор             | Роль                            |
| ----------------- | ------------------------------- |
| Аристарх Ліванов  | Євген, композитор               |
| Алла Маслєннікова | Олена, дружина Євгена           |
| Дмитро Ісаєв      | Вадим, коханець Олени           |
| Олена Полякова    | Горобчик, нова муза композитора |